# Ольмезов, Константин Иванович
Константи́н Ива́нович Ольме́зов (укр. Ольмезов Костянтин Іванович, 1 декабря 1995, Донецк, Украина — 20 марта 2022, Долгопрудный) — украинский математик и поэт. Покончил жизнь самоубийством в 2022 году после того, как не смог покинуть Россию. Причиной своего решения он назвал события, связанные с вторжением России на Украину, а также оставил прямые указания для распространения своей позиции.

## Биография
Родился 1 декабря 1995 года в Донецке.
В 2016 году закончил Донецкий национальный технический университет (бакалавриат по специальности инженер программного обеспечения). Во время учёбы выступал в соревнованиях по программированию как участник юниорской команды Discrete Fractals (рус. Дискретные фракталы) под руководством одного из своих преподавателей Некрашевича Сергея Петровича. После образования самопровозглашённой ДНР и «раскола» Донецкого национального технического университета на две части Константин выбрал продолжить обучение в украинском ДонНТУ, переехавшем в город Покровск.
После окончания бакалавриата переехал в Киев.
В 2018 поступил в магистратуру МФТИ и переехал в Долгопрудный, где с 2020 года продолжил обучение в аспирантуре. Параллельно с учёбой работал в Лаборатории комбинаторных и геометрических структур Института. Был специалистом по комбинаторной арифметике и структуре выпуклых последовательностей.
20 марта 2022 года покончил жизнь самоубийством, оставив перед смертью подробное изложение причин своего поступка, а также стихотворение «Хотят ли русские плакатов „нет войне“?» (парафраз произведения «Хотят ли русские войны»).
Самоубийство Константина Ольмезова широко освещалось в российских и мировых СМИ. Стихотворение было переведено на несколько иностранных языков.

### Личная жизнь
Увлекался поэзией и игрой в театре. Был известен в донецкой поэтической среде, также интересовался театром. В период жизни в Донецке играл в любительском театре «О!-О!-О!». В киевский период жизни играл в любительском театре «Театр 13»: в спектакле «Евгений Онегин» исполнял роль Ленского; в спектакле «Перечитывая Мастера» — роль конферансье Жоржа Бенгальского. Продолжал выступать со стихами. По собственному мнению, в этот период написал свои лучшие стихи.
Играл в спортивное «Что? Где? Когда?». Будучи увлечён математикой, «влюбился», по собственному признанию, в аддитивную комбинаторику. Опубликовал ряд научных статей по данной тематике, а также по теории чисел и выпуклым множествам.
Был участником вики-движения. С учётной записи Fractalone написал несколько статей для Википедии на математические темы.

## Обстоятельства самоубийства
26 февраля 2022 года Ольмезов решил покинуть Россию. По собственным словам, он собирался «защищать свою страну [Украину], защищать от того, кто хотел её у меня забрать». Однако был задержан при посадке в международный автобус, а 28 февраля арестован на 15 суток по статье «мелкое хулиганство» (20.1 КоАП РФ). Формальной причиной стало «нарушение общественного порядка». По собственным утверждениям, в заключении Ольмезов предпринял «не менее десяти попыток [самоубийства] семью разными способами».
Научный руководитель Ольмезова российский математик Илья Шкредов поспособствовал, чтобы его ученика пригласили и выделили грант для работы в Институте вычислительной и прикладной математики Иоганна Радона Австрийской академии наук. А также был нанят адвокат, который должен был осуществить юридическое сопровождение при выезде из России. 19 марта Ольмезов сообщил Шкредову, что оформляет авиабилет для перелёта в Стамбул, откуда должен совершить перелёт в Вену.
20 марта в телеграм-канале «Константин и буковки», который вёл Ольмезов, а также на личную почту Ильи Шкредова поступили сообщения, отправленные в режиме «отложенной публикации». В предсмертных посланиях Ольмезов подробно изложил обстоятельства и соображения, которые побудили его совершить самоубийство. Непосредственно к Шкредову была сформулирована просьба сделать предсмертное сообщение Ольмезова публичным. Впоследствии было установлено, что смерть Ольмезова наступила около 6 часов утра 20 марта 2022 года.

В предсмертных сообщениях Ольмезов подробно изложил свои переживания, вызванные общественно-политической обстановкой, сложившейся с началом вторжением России на Украину в 2022 году. Он описывает причины и цели своего поступка, а также признается в любви к городам, ставших центрами данных событий: Киеву, Донецку и Москве. Однако итогом размышлений Ольмезова стала глубокая разочарованность в человечестве: 
Не говоря уж о том, что я разочаровался в человеке и человечестве в целом. Когда в XXI веке армия посреди ночи нападает на совершенно чужую, совершенно не представляющую для неё опасность страну. И каждый солдат понимает, что делает, и делает вид, что не понимает. Когда министр этой страны говорит «мы не нападали», а журналисты это транслируют. И каждый журналист понимает, что это ложь, и делает вид, что не понимает. Когда миллионы людей наблюдают за этим и понимают, что на их совести и истории окажется происходящее, и делают вид, что они ни при чём. Когда чёрное называют белым, а мягкое — горьким, и не заговорщицким шёпотом, и без подмигивания, а как будто от себя. Когда задорновская шутка про американца, говорившего, что «русские жестоки, потому что напали на шведов под Полтавой» перестаёт быть шуткой и перестаёт быть про американца и шведов. Когда мир всерьёз обсуждает возможность того, что пытался предотвратить 75 лет, и не обсуждает никаких новых моделей предотвращения. Когда сила снова претендует стать главным источником правды, а предательство и лицемерие — главным источником спокойствия. Когда вокруг происходит вот это вот всё, у меня напрочь пропадает надежда на иной путь человечества.

## Память
- Гусейнов, Гасан Чингизович. Новые разговоры в царстве мертвых // Международное французское радио : сайт. — 2022. — 22 март.
- Шкредов, Илья Дмитриевич. О Константине Ольмезове и немного о математике // Троицкий вариант — Наука : газета. — 2022. — 19 апреля (№ №351). — С. 5. — ISSN 2541-9358.
- На смерть Ольмезова были написаны стихотворения «Посвящение Ольмезову Косте» Дмитрия Зуйкова и «Konstantin Olmezov» Хавьера Яниса (исп. Javier Yániz)[19].

### Комментарии
1. ↑  Из предсмертного послания: «Но это никуда мне милее чем реальность, где часть народа откатилась в дикость, а другая часть этому потакает – хоть вскидывая руки в хоровом помешательстве, хоть „эвакуируясь“ подальше от линии фронта. Я не хочу быть ни с теми, ни с теми».
2. ↑  В прошлом — театр «Номады», основан в 2012 году в Донецке. После событий 2014 года руководитель театра, Наталья Волчек, и часть труппы переехала в Киев. Киевский репертуар театра открыт 6 декабря 2015 года спектаклем «Перечитывая Мастера», по мотивам романа «Мастер и Маргарита».
3. ↑  Из предсмертного послания: «Виной тому, думаю, мой дурной язык и один человек, с которым я сгоряча поделился своими планами. Будучи арестованным, я счел, что свобода моя отнята навсегда, и прямо сказал в лицо ФСБ все, что думаю о происходящем. Это было глупо, но не могло быть иначе. Это было последнее, чем я мог их ударить, и я бил изо всех сил».